# Garçon choc pour nana chic
Pour plus de détails, voir Fiche technique et Distribution.
Garçon choc pour nana chic ou Conquêtes de vacances au Québec (The Sure Thing) est un film de Noël américain réalisé par Rob Reiner et sorti en 1985.

## Synopsis
Gib termine le lycée et se sépare de son ami Lance. Il part pour la Nouvelle-Angleterre alors que Lance va étudier à l'Université de Californie à Los Angeles. Gib est plutôt un garçon cool, il fait connaissance avec Alison qui, elle, est plutôt « coincée ». Chacun doit se rendre en Californie pendant les vacances de Noël : Gig, pour voir son pote et surtout une belle fille impatiente de faire sa connaissance alors qu'Alison doit rendre visite à son petit ami. Sans grands moyens financiers, ils vont se retrouver dans la même voiture en partance pour la côte ouest.

## Fiche technique
- Titre français : Garçon Choc Pour Nana Chic, titré Un coup sûr pour l'édition VHS
- Titre québécois : La Chose sûre
- Titre original : The Sure Thing
- Réalisation : Rob Reiner
- Scénario : Steven Bloom et Jonathan Roberts
- Musique : Tom Scott
- Décors : Lilly Kilvert (en)
- Costumes : Durinda Wood
- Photographie : Robert Elswit
- Montage : Robert Leighton
- Production : Roger Birnbaum, Andrew Scheinman, Jeffrey Stott et Henry Winkler
- Sociétés de production : Embassy Pictures Corporation et Monument Pictures
- Budget : 4,5 millions de dollars
- Pays de production :  États-Unis
- Format : Couleurs - 1,85:1 - Stéréo - 35 mm
- Genre : comédie dramatique, comédie romantique, film de Noël, road movie
- Durée : 100 minutes
- Dates de sortie :
  - États-Unis : 1er mars 1985
  - France : 8 janvier 1986

## Distribution
- John Cusack (VQ : Gilbert Lachance) : Walter « Gib » Gibson
- Daphne Zuniga (VQ : Éveline Gélinas) : Alison Bradbury
- Nicollette Sheridan (VQ : Catherine Allard) : le coup sûr
- Viveca Lindfors (VQ : Diane Arcand) : le professeur Taub
- Anthony Edwards (VQ : Renaud Paradis) : Lance
- Boyd Gaines (VQ : Marc-André Bélanger) : Jason
- Tim Robbins (VQ : Louis-Philippe Dandenault) : Gary Cooper
- Lisa Jane Persky (VQ : Aline Pinsonneault) : Mary Ann Webster
- Fran Ryan : la femme dans la voiture
- Larry Hankin : Trucker
- Sarah Buxton : Sharon
- Robert Bauer (en) : Moke
- John Putch (VQ : Jean-Jacques Lamothe) : Martin

 Source et légende : version québécoise (VQ) sur Doublage.qc.ca

## Production
Le tournage s'est déroulé à l'université Cornell, université de Californie à Los Angeles, université du Pacifique et Los Angeles.

## Bande originale
- Infatuation, interprété par Rod Stewart
- The Heart of Rock & Roll, interprété par Huey Lewis and the News
- Two Sides of Love, interprété par Sammy Hagar
- Party All Night, interprété par Quiet Riot
- Tears, interprété par John Waite
- Concealed Weapons, interprété par J. Geils Band
- The Age of Aquarius, composé par James Rado, Gerome Ragni et Galt MacDermot
- Button Up Your Overcoat, composé par Buddy DeSylva, Lew Brown et Ray Henderson
- Feelings, interprété par Morris Albert
- Heartache Tonight, interprété par Eagles
- The Fast One, interprété par J.D. Souther
- The Christmas Song (Chestnuts Roasting on an Open Fire), composé par Mel Tormé et Robert Wells
- You Might Think, interprété par The Cars
- Dance Hall Days, interprété par Wang Chung
- Penny Lover, interprété par Lionel Richie
- Lights Out, interprété par Peter Wolf
- Just Because, interprété par Ray Charles

## Autour du film
- L'intrigue rappelle celle du film New York-Miami (It Happened One Night) réalisé par Frank Capra et sorti en 1934. Le réalisateur Rob Reiner avouera que cela n'est pas intentionnel[3].
- Dans le dortoir de Gib, on peut voir une affiche de Spinal Tap (This Is Spinal Tap), le précédent film de Rob Reiner.
- Lors de sa sortie initiale en vidéo en France, le film s'appelait Un coup sûr. Il a été rebaptisé Garçon choc pour nana chic lors de sa première diffusion sur Canal+.